# Лакруа, Габриэль
Габриэль Лакруа (фр. Gabriel Lacroix, родился 19 октября 1993 года в Тулузе) — французский регбист, выступавший на позиции винга. Известен по играм за «Альби» и «Стад Рошле».

## Игровая карьера

### Клубная
Воспитанник школы клуба «Тулуза», в сезоне 2010/2011 некоторое время выступал за молодёжный состав клуба «Ош Жер». С сезона 2011/2012 играл за клуб «Альби», куда его пригласил Анри Бронкан, сыграл три матча (в том числе два в стартовом составе). В сезоне 2012/2013 отметился 7 встречами (5 в стартовом составе), в игре против «Стад Орийак» занёс попытку. В сезоне 2013/2014 выступал в Про Д2, отыграв 23 матча и занеся 6 попыток. В сезоне 2014/2015 сыграл 24 встречи и занёс 8 попыток в регулярном сезоне, положив дубль в зачётную зону «Биарриц Олимпик»: команда в полуфинале проиграла клубу «Стад Монтуа», а Лакруа занёс единственную попытку «Альби», засчитанную только после видеоповтора. В июне 2015 года объявил о переходе в «Стад Рошле».
Первую попытку за «Стад Рошле» занёс в своём втором матче сезона 2015/2016 против «Расинга», сыграв всего 19 матчей к концу сезона (большую часть не позволила сыграть травма). В декабре 2016 года он продлил контракт с клубом до 2020 года. 13 января 2018 года в матче против «Ольстера» в Кубке европейских чемпионов Лакруа получил тяжелейший перелом колена со смещением большеберцового плато, из-за чего выбыл из строя почти на два года. Ходили слухи о завершении карьеры игроком, несмотря на несколько перенесённых операций, однако в марте 2020 года поступили сообщения, что Лакруа завершил реабилитацию и готов вернуться на поле по окончании пандемии COVID-19.
Однако 25 февраля 2021 года Лакруа заявил, что уходит из спорта в связи с тем, что за три года так и не смог оправиться от травм.

### В сборной
В 2013 году в составе сборной Франции до 20 лет Лакруа сыграл на Кубке шести наций (4 матча, одна попытка в матче против Англии) и на домашнем чемпионате мира (5-е место; 4 матча, одна попытка). В феврале 2017 года Лакруа был вызван в сборную вместо получившего травму Янна Давида. Единственную игру сыграл 25 ноября 2017 года против Японии, в которой занёс попытку японцам (ничья 23:23). 14 ноября числился в заявке на матч против новозеландских «Олл Блэкс», но на поле не вышел.
В июне 2017 года Лакруа попал в сборную звёзд «Барбарианс Франсез», которая 16 и 23 июня 2017 года провела матчи против второй сборной ЮАР. В первом матче в Дурбане «Варвары» проиграли 28:36, а Лакруа травмировался и во втором не играл (во втором в Соуэто южноафриканцы опять взяли верх 48:28).

## Стиль игры
При своих нетипичных для регбиста антропометрических параметрах Лакруа отличается скоростью и ловкостью, хорошо отрабатывая в защите и в атаке: пресса отмечала его универсализм в матче против «Стад Орийак» и борьбе против Ропате Рату (сезон Про Д2 2014/2015). Внешне его сравнивают с певцом Жюльеном Доре.